# Dolemite
Dolemite is een Amerikaanse komische blaxploitationmisdaadfilm uit 1975, onder regie van D'Urville Martin met in de hoofdrol Rudy Ray Moore.

## Verhaal
Dolemite is een professionele komiek, pooier en nachtclubeigenaar die een gevangenisstraf uitzit nadat hij door corrupte agenten in de val is gelokt. Hij wordt vrijgelaten door de gouverneur en krijgt de opdracht om de illegale drugshandel in zijn geboortestad aan te pakken. Hij gebruikt zijn prostituees als een privéleger, omdat ze allemaal bedreven zijn in kungfu.

## Rolverdeling
| Acteur           | Personage     |
| ---------------- | ------------- |
| Rudy Ray Moore   | Dolemite      |
| D'Urville Martin | Willie Green  |
| Jerry Jones      | Blakely       |
| Lady Reed        | The Queen Bee |
| Hy Pyke          | Mayor Daley   |